# El Castell de Rus
El Castell de Rus és una muntanya de 2.776 metres d'altitud que és al límit dels termes municipals de la Torre de Cabdella, en el seu terme primitiu, al Pallars Jussà, i de la Vall de Boí, en el seu antic terme de Barruera.
És al sud-est del Pic de l'Estanyet i a ponent del Tuc de la Mina.